# Podłuże (obwód brzeski)
Podłuże (biał. Падлужжа, ros. Подлужье) – wieś na Białorusi, w obwodzie brzeskim, w rejonie brzeskim, w sielsowiecie Domaczewo, położona nad Bugiem naprzeciwko polskiej miejscowości Hanna.

## Historia
Wieś magnacka położona była w końcu XVIII wieku w powiecie brzeskolitewskim województwa brzeskolitewskiego.
W XIX w. wieś znajdowała się w gminie Domaczew w powiecie brzeskim guberni grodzieńskiej.
W okresie międzywojennym Podłuże należało do gminy Domaczewo w powiecie brzeskim województwa poleskiego. Według spisu powszechnego z 1921 r. wieś Podłuże z przysiółkiem Bołdany (spisane razem) liczyły 37 domów. Mieszkało tu 186 osób: 82 mężczyzn, 104 kobiety. Wszyscy mieszkańcy byli prawosławni i wszyscy deklarowali narodowość białoruską.
Po II wojnie światowej Podłuże znalazło się w granicach ZSRR i od 1991 r. – w niepodległej Białorusi.